# Abhaya Prasad Das
Abhaya Prasad Das (अभय प्रसाद दास) (1951) es un botánico, y profesor indio, que desarrolla su actividad académica en la Universidad de Bengala del Norte, y especialista en orquídeas.
Obtuvo el M.Sc. y el Ph.D., por la Universidad de Calcuta, trabajando en diversidad vegetal, conservación, nomenclatura, investigación en diversidad vegetal, en cconservación de la biodiversidad, y en plantas medicinales.

## Algunas publicaciones
- a.p. Das, c. Ghosh, a. Sarker, r. Biswas, k. Biswas, d. Choudhury, a. Lama, s. Moktan, a. Choudhury. 2010. Preliminary report on the Medicinal Plants from three MPCAs in Terai and Duars of West Bengal, India. Pleione 4 (1): 90 - 101

- La abreviatura «A.P.Das» se emplea para indicar a Abhaya Prasad Das como autoridad en la descripción y clasificación científica de los vegetales.[5]